# Копниця
Копниця (пол. Kopnica) — село в Польщі, у гміні Дарлово Славенського повіту Західнопоморського воєводства.
Населення — 403 особи (2011).
У 1975-1998 роках село належало до Кошалінського воєводства.

## Демографія
Демографічна структура станом на 31 березня 2011 року:
|          | Загалом | Допрацездатний вік | Працездатний вік | Постпрацездатний вік |
| -------- | ------- | ------------------ | ---------------- | -------------------- |
| Чоловіки | 204     | 54                 | 140              | 10                   |
| Жінки    | 199     | 44                 | 120              | 35                   |
| Разом    | 403     | 98                 | 260              | 45                   |